# Rio Ken
O rio Ken é um dos rios principais da região Bundelkhand na parte central da Índia. É um afluente do rio Yamuna e é conhecido pela sua pedra rara Shajar.